# Торп, Алексис
Але́ксис Энн Торп (англ. Alexis Ann Thorpe; 19 апреля 1980, Ньюпорт-Бич, Калифорния, США) — американская актриса.

## Биография
Алексис Энн Торп родилась 19 апреля 1980 года в Ньюпорт-Бич (штат Калифорния, США), а выросла в Йорба-Линде. У Алексис есть трое младших братьев и сестёр.
Актёрским дебютом Алексис была роль Уэнди в пьесе «Питер Пэн». В 2000 году Торп дебютировала в кино, сыграв роль супермодели в фильме «Приключения Рокки и Буллвинкля». Наиболее известна по роли Кэсси Брэйди в сериале «Дни нашей жизни», в котором снималась с 2002 по 2005 год. В 2006 году снялась в главной роли в фильме «Это классно!».

## Личная жизнь
В 2001 году Торп встречалась с актёром Джеймсом Вудсом.
С 2009 по 2014 год Торп была замужем за актёром Кори Пирсоном. У бывших супругов двое детей: сын Аттикус Пирсон (род. 7 июня 2011) и дочь Уэйверли (род. 6 октября 2014).

## Фильмография
| Год       |    | Русское название               | Оригинальное название                | Роль              |
| --------- | -- | ------------------------------ | ------------------------------------ | ----------------- |
| 2000      | ф  | Приключения Рокки и Буллвинкля | The Adventures of Rocky & Bullwinkle | супермодель       |
| 2000—2001 | с  | Молодые и дерзкие              | The Young and the Restless           | Рианна Майнер     |
| 2001      | ф  | Ночь вампиров                  | The Forsaken                         | Тедди             |
| 2002—2005 | с  | Дни нашей жизни                | Days of Our Lives                    | Кэсси Брэйди      |
| 2003      | в  | Быть Эммануэль                 | Emmanuelle 2000: Emmanuelle Pie      | Тиффани           |
| 2003      | ф  | Американский пирог: Свадьба    | American Wedding                     | Дженнифер         |
| 2003      | с  | Друзья                         | Friends                              | камео             |
| 2004      | с  | Доктор Хаус                    | House                                | Минди             |
| 2005      | тф | Мрачные тени                   | Dark Shadows                         | Келли Грир        |
| 2005      | с  | Части тела                     | Nip/Tuck                             | Эмбер             |
| 2006      | ф  | Это классно!                   | Pretty Cool                          | Тиффани Грейнджер |
| 2006      | ф  | Блондинка в шоколаде           | Pledge This!                         | Морган            |
| 2007      | ф  | Человек с Земли                | The Man from Earth                   | Линда Мёрфи       |
| 2008      | ф  | 2035: Город-призрак            | Nightmare City 2035                  | Кайла Брэдли      |
| 2014      | ф  | Малообещающие                  | The Unlikely's                       | Дженнифер         |